# Торфопредприятие (Кировская область)
Торфопредприятие — поселок в Зуевском районе Кировской области в составе Косинского сельского поселения.

## География
Находится на расстоянии примерно 1 километр на северо-восток от районного центра города Зуевка.

## История
Упоминается с 1978 года. В 1989 году учтено 140 жителе1. 

## Население
Постоянное население  составляло 82 человека (русские 99%) в 2002 году, 52 в 2010.